# 黄氏宗祠 (肥东县)
黄氏宗祠，是位于中国安徽省合肥市肥东县包公镇板西村的一个清代古建筑，2013年被合肥市人民政府公布为第五批合肥市文物保护单位。
黄氏宗祠始建于清朝乾隆年间，占地2100平方米，建筑面积700平方米，坐东朝西，二进五开间，丁形硬山顶，近代因年久失修而比较残破，黄氏族人出资维修后恢复原貌。